# Рассинье, Поль
Поль Рассинье (фр. Paul Rassinier) (18 марта 1906 — 28 июля 1967) — французский политик, пацифист, преподаватель истории, географии и литературы. Получил известность как ревизионист и отрицатель Холокоста. Во время Второй мировой войны был заключённым в лагерях Бухенвальд и Дора-Миттельбау. Некоторые из утверждений Рассинье относительно событий его биографии опровергаются рядом историков.

## Биография
Поль Рассинье родился 18 марта 1906 года в Бермоне в семье политических активистов. Во время Первой мировой войны отец Поля фермер Жозеф Рассинье отказался от мобилизации в связи с пацифистскими убеждениями и был приговорён к тюремному заключению.
В 1923 году, в возрасте семнадцати лет, он вступил в Коммунистическую партию. В 1933 году он был исключён из партии и в 1934 году стал членом французской секции Рабочего интернационала — предшественницы Социалистической партии.
Основной работой Поля Рассинье было преподавание истории и географии в общеобразовательном коллеже в Бельфоре (Collège d’enseignement général et professionnel, Académie de Besançon)[уточнить] в 1933—1943 годы. Во время Второй мировой войны Рассинье занимался пацифистской деятельностью (в частности, издавал листовки, в которых нападал и на немецкий нацизм, и на советский социализм, за что был приговорён компартией к казни), пока 30 октября 1943 не был арестован гестапо. Рассинье был членом французского Сопротивления с момента немецкой оккупации, что и послужило причиной для его ареста и последующей отправки в немецкие концентрационные лагеря Бухенвальд и Дора-Миттельбау, в которых он пробыл с 1943-го по 1945-й год. Это настолько сильно разрушило его здоровье, что он не смог восстановить преподавательскую деятельность. По окончании войны Рассинье был награждён медалью Сопротивления. Он был избран в палату депутатов[уточнить], но на выборах в ноябре 1946 года потерпел поражение.

## Публицистика
После поражения на выборах Рассинье занялся публицистикой. Основной темой его книг стал исторический ревизионизм, в первую очередь — отрицание Холокоста.
Хотя Рассинье не был первым ревизионистом даже во Франции, он стал первым отрицателем Холокоста, получившим широкую известность. В 1948 году он выпустил книгу «Пересечение черты» (фр. Le Passage de la Ligne), в которой, не отрицая политику террора и уничтожения евреев в концлагерях, переложил вину за неё на других узников — капо, старших по баракам и т. п. Рассинье выразил сомнение в численности жертв и в том, что немцы специально убивали евреев.
В 1961 году Рассинье издал книгу «Обман Улисса», а в 1964 — «Драма европейских евреев». Рассинье доказывал, что погибло не 6, а 0,5-1,5 млн евреев, и повторял тезис французского коллаборациониста Мориса Бардеша, что они умерли не потому, что немцы их убивали, а потому, что они не приспособились к тяжёлым условиям военного времени. В 1964 году Рассинье первым среди отрицателей заявил о том, что никаких газовых камер у немцев не было. Кроме прочего, он сформулировал конспирологическую теорию, согласно которой цифра в 6 миллионов погибших — «циничная фальсификация», которая нужна Израилю для получения компенсаций от Германии, зависящих от числа жертв. Павел Полян полагает, что «Драма европейских евреев» была попыткой ответа на фундаментальный труд Рауля Хильберга «Уничтожение европейских евреев» со статистикой жертв Холокоста, вышедший в 1961 году. С 1961 года Рассинье публиковал свои книги в ультраправых издательствах.
В 1978 году сочинения Рассинье были изданы в США одной книгой под общим названием «Развенчание мифа о геноциде».
Автор книги Fabrication d’un antisémite Надин Фреско считает, что к отрицанию Холокоста Рассинье пришёл в связи с крушением амбиций после провала политической карьеры в стремлении повысить собственную значимость и популярность.
Профессор Университета Невады в Лас-Вегасе Джон Циммерман отмечает, что Рассинье называет письмо Хаима Вейцмана опубликованное после начала войны, что евреи встанут на сторону Великобритании и демократических стран «настоящим объявлением войны Германии со стороны еврейства…» При этом более раннюю угрозу Гитлера уничтожить европейское еврейство Рассинье считает «не имеющей большого значения». Циммерман охарактеризовал это как типичный пример логики отрицателей Холокоста: за заявление частного лица отвечают все евреи и это важнее, чем угроза главы мощного государства уничтожить миллионы невинных гражданских лиц.